# Olari (okręg Aluta)
Olari – wieś w Rumunii, w okręgu Aluta, w gminie Pârșcoveni. W 2011 roku liczyła 1004 mieszkańców.